# Бертольд фон Брюхавен
Бертольд фон Брюхавен (нем. Berthold von Bruehaven; Berthold von Brühaven или лат. Bertoldus Bruhave) — рыцарь Тевтонского ордена, комтур Бальги в 1288—1289, после успешного похода ландмейстера Майнхарда фон Кверфурта в район Немана, стал первым комтуром замка Рагнит  в 1289—1292 (по другим данным всего несколько месяцев). За время своего комтурства начал строительство замковых укреплений (сначала деревянных).
Согласно орденским хронистам Петру из Дусбурга  и Николаю фон Ерошину , Бертольд фон Брюхавен был родом из Австрии, бывшей в то время герцогством в составе Священной Римской империи.
Бертольд фон Брюхавен неоднократно упоминается в вышеупомянутых хрониках Петра из Дусбурга и Николая фон Ерошина. Так, глава 235 части третьей обеих хроник гласит:
«В год от Рождества Христова 1289... брат Мейнике, всей душой стремясь расширить пределы христианские и ограниченность земли Прусской, со всей силой воинов пришел в день святого мученика Георгия в землю скаловов и в славу и похвалу Божию на одной горе, за Мемелем, построил замок Ландесхуте, что значит в переводе «страж земли», но ныне всеми зовется Раганита по названию соседней реки, оставив там для его обороны брата Бертольда из Австрии по прозвищу Брухаве, комтура, с 40 братьями и сто отменных оруженосцев» .
В 1289 году был назначен комтуром Кёнигсберга  и пробыл в этой должности достаточно долго (до 1302). В 1299—1300 годах был вице-ландмейстером ордена в Пруссии, когда в этой должности сменилось сразу три ландмейстера: Конрад фон Бабенберг, Людвиг фон Шиппен и Хельвиг фон Гольдбах, обеспечив стабильность управления.
В 1291 году Бертольд фон Брюхавен предпринял опустошительный набег в литовские земли, о чём свидетельствуют оба вышеупомянутых орденских хрониста :
«В год от Рождества Христова 1291, незадолго до Сретения Господня, брат Бертольд Брухаве, комтур Кёнигсберга, и многие братья с 1500 мужами, проходя мимо замка Колайны и найдя его в запустении, сожгли. После этого они, проследовав в волость Юнигеду, потревожили ее огнем и мечом, так что помимо прочего ущерба 700 язычников были взяты в плен и убиты» .
В том же году Бертольд фон Брюхавен предпринял повторный поход в волость Юнигеду с целью разрушить одноимённый замок. Разрушить замок не удалось, поскольку литовцы смогли его отстоять. Тем не менее, тевтонцы, прежде чем вернуться в орденские владения, нанесли литовцам урон, о чём также сообщают Пётр из Дусбурга и Николай фон Ерошин в вышеуказанных хрониках :
«В тот же год, в праздник Пасхи, литвины построили в этой волости Юнигеде замок, дав ему то же название. Вышеупомянутый брат Бертольд, узнав об этом, придя с тысячью человек из Самбии, хотел помешать упомянутому строительству, но ему это не удалось, так как множество язычников оказали отпор, и, дабы труд не был напрасным, братья свернули с пути и пошли на замок Медерабу, от которого христиане претерпели много неприятностей, и, с бою захватив его, всех взяв в плен и убив, они до основания сожгли его огнем пожара» .
В 1298 году, в ходе противостояния с Рижским архиепископством за влияние в Ливонии, Бертольд фон Брюхавен во главе сильного войска был направлен на подмогу отделению Тевтонского ордена в Ливонии :
«В том же году брат Готфрид фон Гогенлоэ, великий магистр Тевтонского ордена, был в земле Прусской; он послал брата Бертольда Брухаве, комтура Кёнигсберга, со многими братьями и оруженосцами в землю Ливонии на помощь тамошним братьям. Они, соединившись с войском братьев из Ливонии, в день святых апостолов Петра и Павла убили свыше 4 тысяч горожан рижских и литвинов, осаждавших замок Нейермюллен» .
Любопытный случай из биографии Бертольда фон Брюхавена зафиксирован в вышеупомянутых хрониках Петра из Дусбурга и Николая фон Ерошина :
«...брат Бертольд... полагая, что те две добродетели, а именно бедность и смирение, которые требуется постоянно соблюдать, являются общими как для монахов, так и для остальных, но третья, а именно непорочность, является одной из трудных… Захотел изведать, способен ли он соблюсти непорочность, и взялся за дело необычное и полное трудностей. Ибо он взял юную девицу, равной которой по красоте не было по соседству, и, лёжа с нею почти каждую ночь на ложе своём, нагой с нагою, более года, как она после клятвенно подтвердила, так и не познал её плотски, и они представили доказательства её девственности. Вот чудное и удивительное дело: сильнейший Самсон, святейший Давид, мудрейший Соломон пали жертвами женского коварства, а он, добровольно взяв её в соучастницы, победил и поднялся на вершину добродетели. Так разве он не сильнее Самсона, не святее Давида, не мудрее Соломона?» .